# مارتين ألمادا
مارتين ألمادا (بالإسبانية: Martín Almada)‏ (و. 1937 – م) هو محام، وناشط حقوق الإنسان من باراغواي .

## جوائز
حصل على جوائز منها جائزة رايت ليفيلهوود.